# Země střední a východní Evropy a euro
Tento článek je podrobněji rozvádí problematiku eura v oblastech jeho využívání a zavádění jako národní měny v zemích střední a východní Evropy se zvláštním důrazem na ty země SVE, které vstoupily do EU na začátku tisíciletí, nebo se na vstup do EU teprve připravují.

## Euro, jeho vztah k zemím střední a východní Evropy
Měnová jednotka euro, označovaná jako jednotná měna EU, je měna 20 zemí Evropské unie, které vytvářejí uskupení označované jako eurozóna. Její měnovou politiku řídí Evropská centrální banka, která sídlí ve Frankfurtu a provádí ji společně s národními centrálními bankami příslušných zemí. Tato struktura má oficiální název Eurosystém. Z 19 států eurozóny je 8 zemí, které do EU vstoupily z geografické oblasti střední a východní Evropy (SVE) po splnění příslušných kritérií, a to Rakousko (od r. 1999), Řecko (2001), Slovinsko (2007), Kypr (2008), Slovensko (2009), Estonsko (2011), Lotyšsko (2014), Litva (2015) a Chorvatsko (2023). Zbývajících 5 nových členských zemí ze SVE (Česká republika, Polsko, Maďarsko, Bulharsko a Rumunsko) se při vstupu zavázalo přijmout jednotnou evropskou měnu ve vazbě na splnění stanovených podmínek. Mimo Evropskou unii euro jako místní měnu zavedly Černá Hora a Kosovo (ve vazbě na dřívější používání německé marky). Jako cizí měna (deviza/valuta) je euro používáno ve všech zemích mimo eurozónu, a to zejména jako významná složka devizových rezerv země. V řadě případů se euro používá neoficiálně i ve vnitřním styku jako tzv. paralelní měna (tzv. proces euroizace ekonomiky, což odpovídá procesu dolarizace), případně jako součást úspor občanů.

## Výhody a nevýhody vyplývající ze zavedení eura
Mezi odborníky i laickou veřejnosti nejsou názory na euro jednotné. Od jednostranného zdůrazňování výhod až po naprosté odmítání eura jako nevydařeného politického a ekonomického experimentu. Více než 15letá zkušenost ukázala na řadu výhod eura, ale i na slabiny, které se projevily v průběhu hospodářské i finanční krize po roce 2008.
Nespornou výhodou je, že euro přispívá ke zvýšení homogenity jednotného trhu Evropské unie. V obchodu mezi zeměmi eurozóny došlo k odstranění nebezpečí volatility kurzu národních měn a ke snížení transakčních nákladů, protože odpadla potřeba směny národních měn. Byla provedena opatření ke zjednodušení platebního styku, což rovněž přispělo k rozvoji vzájemného obchodu. Jednotná měna umožnila snadnější srovnatelnost cenových relací, i když zatím rozdíly v hladině cen mezi jednotlivými zeměmi přetrvávají. Pro řadu zemí zavedení eura přispělo k posílení hospodářské kredibility a tím také k přílivu zahraničních přímých investic i k výhodnějšímu přístupu ke zdrojům úvěrů. Pro některé země zavedení eura znamenalo i silný politický aspekt, což se týkalo zejména pobaltských zemí.
Na druhé straně zavedení eura je náročné na počáteční náklady jeho zavedení. Zejména bankovní sektor nese náklady přechodu a trvale ztrácí část výnosů z kurzových operací. V některých zemí byl kritizován vzestup cen, který údajně po zavedení eura nastal. Euro však zatím nesplnilo očekávání, že po jeho zavedení dojde k výraznějšímu urychlení ekonomického růstu. Naopak měnová politika jednotná pro všechny země přispěla ke vzniku bublin, zejména na trhu nemovitostí, a to zejména v zemích, které doposud měly vysoké úrokové sazby a náhle byl snadný přístup k levným úvěrovým zdrojům. Některé země tak profitovaly z kredibility, kterou vlastně neměly. V průběhu krize se projevila slabost jednotné měnové politiky, kdy ji nebylo možné diferencovat podle potřeb jednotlivých zemí. Existence eura totiž nadále neumožňuje používání vlastní politiky v oblasti devizového kurzu. Ne všechny země reagovaly na vzniklou situaci přijetím adekvátních opatření v oblasti ekonomické a fiskální politiky. To se následně projevilo v několika krizích vládních financí. To poškodilo nejen kredibilitu těchto zemí, ale částečně i kredibilitu eura. Řada opatření, která byla přijata ke zlepšení fungování eurozóny (viz dále) zatím výraznější výsledky nepřinesla, navíc přinášejí další náklady.
Důsledky krize vedly ke zhoršení ukazatelů ekonomické konvergence, což bylo konstatováno v Konvergenčních zprávách roku 2012 a ke zlepšení dochází teprve pozvolna, zejména v oblasti veřejných financí. Tento fakt a zatím nejasné vyhlídky pro eurozónu vedly řadu zemí k přehodnocení a dočasnému pozastavení realizace svých plánů na zavedení eura.

## Předpoklady a podmínky pro zavedení eura jako národní měny
Pro zavedení eura platí pro všechny země EU stejné podmínky. Právní základ pro zavedení eura vytvořila Smlouva o Evropské unii - tzv. Maastrichtská smlouva dohodnutá v roce v prosinci 1991, podepsaná na počátku roku 1992 a v účinnosti od 1. listopadu 1993. Jde o doplnění a novelu smlouvy, která vedla k vytvoření evropského integračního celku (tzv. Římská smlouva), která v té době nesla název Smlouva o založení Evropských společenství. Po dalších novelách příslušná ustanovení tvoří součást komplexu tzv. Lisabonské smlouvy, konkrétně Smlouvy o fungování Evropské unie (dále Smlouva). Ustanovení o euru jsou obsažena v článcích 136 -142, konkrétně zavádění eura se týká čl. 140.
Z ustanovení Smlouvy vyplývají tyto hlavní zásady:
- euro jako národní měnu může zavést pouze členská země Evropské unie,
- o zavedení eura nerozhoduje členská země, ale Rada Evropské unie stanoveným postupem po splnění podmínek která jsou ve Smlouvě označena jako kritéria slučitelnosti právních předpisů a udržitelné ekonomické konvergence (tzv. maastrichtská kritéria),
- kritérium slučitelnosti právních předpisů znamená plnou nezávislost centrální banky dle čl. 130 Smlouvy a dosažení souladu s ustanoveními Smlouvy a Statutu Evropského systému centrálních bank a Evropské centrální banky (čl. 131 Smlouvy),
- formulace kritérií udržitelné ekonomické konvergence (tzv. ekonomických maastrichtských kritérií) byla zvolena tak, aby vstup nové země do eurozóny neohrozil ekonomickou i cenovou stabilitu jak eurozóny, tak i nově přistupující země:

- Kritérium stability veřejných financí (max. deficit státního rozpočtu 1,5 % hrubého domácího produktu - HDP, max. veřejný dluh 60 % HDP). Tyto ukazatele jsou obecně závazné pro všechny země EU, jejich závaznost vyplývá jednak ze Smlouvy, dále z Paktu stability a růstu a nejnověji pro země eurozóny i ze Smlouvy o stabilitě, koordinaci a řízení v Hospodářské a měnové unii. Pro země mimo eurozónu nesplnění fiskálních kritérií znamená, že se pro zavedení eura nemohou kvalifikovat. V praxi to znamená, že na zemi nesmí být uvalena procedura nadměrného deficitu (EDP).
- Kritérium cenové stability zabraňuje, aby nová země vstupující do eurozóny nevnášela riziko vysoké inflace ( max. 1,5 % nad průměr tří zemí EU s nejlepšími výsledky v cenové stabilitě).
- Kritérium konvergence dlouhodobých úrokových sazeb (max 2 % nad úroveň průměru 3 zemí nejlepších v cenové stabilitě). Výsledek je do značné míry závislý na stabilitě veřejných financí a na úrovni inflace příslušné země.
- Kritérium stability devizového kurzu. Země musí být alespoň po dobu 2 let zapojená do systému devizových kurzů ERM II, dodržovat stanovené rozpětí kurzu měny k euru, aniž by došlo k devalvaci vůči euru.
Zatímco první tři kritéria jsou pro členské země EU prakticky povinná a jejich plnění je pravidelně sledováno v rámci procesu koordinace hospodářských politik, nově v rámci tzv. Evropského semestru, účast v mechanismu devizových kurzů je dobrovolná. Země, která by plnila ostatní kritéria a nevstoupila do mechanismu ERM II se pro zavedení eura nemůže kvalifikovat. To je zejména případ Švédska, které vzhledem k nesouhlasu obyvatelstva tímto způsobem zdržuje svůj vstup do eurozóny.
- země EU, která zatím nesplnila kritéria pro zavedení eura je označena jako členský stát, na který se vztahuje výjimka dle čl. 139 Smlouvy. Výjimkou jsou Velká Británie a Dánsko, kterým byla v souvislosti s projednáváním Mastrichtské smlouvy udělena trvalá výjimka.

- v průběhu ekonomické a finanční krize EU přijala řadu nových systémových opatření v zájmu stabilizace eura, které zatím nemají adekvátní odraz ve Smlouvě. Jde zejména o stabilizační systém pro euro - Evropský stabilizační mechanismus (ESM), Smlouvu o stabilitě, koordinaci a správě v Hospodářské a měnové unii (Fiscal compact) a vytvoření Bankovní unie. Tyto instituce jsou povinné pro všechny země eurozóny, včetně nově vstupujících.

- samotné zavedení eura vyžaduje od členské země, kromě splnění příslušných kritérií i provedení řady právních a technických opatření, které povedou k nahrazení původní domácí měny eurem.

## Plnění podmínek pro zavedení eura jako národní měny
Od doby platnosti Maastrichtské smlouvy platí pro členské státy obecná povinnost plnit své závazky při uskutečňování Hospodářské a měnové unie. Příslušná ustanovení po nabytí platnosti Lisabonské smlouvy přešla s dílčími korekcemi do Smlouvy o fungování Evropské unie (dále jen Smlouva). Dle článku 140 odst. 1 Smlouvy Evropská komise (EK) a Evropská centrální banka (ECB) připravují zprávy o pokroku (Konvergenční zprávy, dále jen KZ), a to alespoň jednou za dva roky nebo v případě, že o to některá členská země požádá. V současné době se nepřipravují konvergenční zprávy za Velkou Británii a Dánsko, které mají trvalou výjimku na zavedení eura.
Zprávy musí obsahovat posouzení slučitelnosti právních předpisů, a dále hodnocení, zda bylo dosaženo vysokého stupně ekonomické konvergence podle míry splnění čtyř stanovených ekonomických kritérií. Pozitivní hodnocení členské země v konvergenčních zprávách je počátkem procesu, který vede k rozhodnutí Rady EU (Rada ministrů hospodářství a financí - ECOFIN) o splnění podmínek pro zavedení eura a ke zrušení výjimky na jeho zavedení. Rada EU pak na základě tohoto rozhodnutí stanoví přepočítací koeficient národní měny k euru a přijme další rozhodnutí nezbytná k zavedení eura v dané členské zemi. Zejména pak musí být doplněno nařízení č. 974/1998 o zavedení eura o novou členskou zemi eurozóny. Důležité je též rozhodnutí, zda dojde k zavedení eura s přechodným obdobím - nejdříve bezhotovostní euro a následně i euro v hotovostní podobě. Tento scénář byl použit při vytváření eurozóny v letech 1999-2002. Následně všechny země vzhledem k existenci hotovostního eura použily scénář jednorázového přechodu na euro (tzv. Big bang). Použití scénáře zavedení eura s přechodným obdobím však není vyloučeno, i když není příliš pravděpodobné.
Poslední sada konvergenčních zpráv EK a ECB byla zveřejněna dne 4. června 2014. Kritérium slučitelnosti právních předpisů splnily pouze 2 země - Litva a Chorvatsko. Na rozdíl od předcházejících zpráv v krizovém roku 2012 u řady ekonomických konvergenčních kritérií došlo ke zlepšení, je zde však i vliv stagnačního roku 2013, ze kterého pocházela část použitých údajů. Deflační tendence ve většině zemí totiž stlačily cenovou úroveň i úroveň dlouhodobých úrokových sazeb. Úsporná opatření vedla obecně ke snížení deficitů veřejných rozpočtů, nadále však narůstala veřejná zadluženost. V průběhu dvouletého období, které předcházelo posledním Konvergenčním zprávám, do systému ERM II nevstoupila žádná nová země. Švédsko, ČR, Maďarsko, Bulharsko. Ostatní země – Polsko a Rumunsko - splnily 2 kritéria ze 4. V roce 2014 se pro zavedení eura kvalifikovala Litva, která následně zavedla euro k 1.1. 2015. V dalším období do poloviny roku 2015 do systému ERM II žádná další země nevstoupila, takže v roce 2016 pravidelné konvergenční zprávy budou uzavřeny s negativním výsledkem. V současné době jedinou zemí v systému ERM II je pouze Dánsko, které má trvalou výjimku na zavedení eura a svůj postoj v dohledné době zřejmě nezmění.
Kandidátské země Západního Balkánu (Albánie, Černá Hora, Makedonie, Srbsko) a Turecko budou moci plnit konvergenční ekonomická kritéria až po svém vstupu do EU, i když stabilizace jejich hospodářství je součástí předvstupních ekonomických programů. Totéž se týká i Bosny a Hercegoviny a Kosova v případě, že budou zařazeny do seznamu kandidátských zemí. Způsob řešení situace, kdy Černá Hora a Kosovo již používají euro jako národní měnu, nebyl zatím v průběhu přístupových jednání s Černou Horou otevřen. Evropská komise zatím prezentuje názor, že vstup do EU s eurem jako národní měnou je v rozporu se smluvními dokumenty EU.

## Technická příprava na zavedení eura
Vedle požadavků ze základní evropské legislativy musí každá členská země provést i řadu technických a právních opatření, které umožní hladký přechod na novou národní měnu. Lze říci, že příprava na zavedení eura tak probíhá v evropské i národní dimenzi, což je znázorněno v následujícím grafu, který vychází ze scénáře jednorázového zavedení eura:

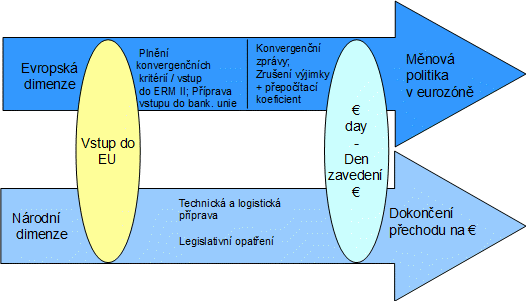
Schematický přehled opatření vedoucích k zavedení eura

Z právního hlediska je schválení zavedení eura v příslušné zemi orgány EU je rozhodující. Závěrečné slovo ve schvalovacím postupu má Rada ministrů hospodářství a financí, která schválí nutné úpravy v evropské legislativě včetně scénáře zavedení a stanovení přepočítacího koeficientu mezi 1 eurem a odpovídajícím počtem národních jednotek (na 6 platných číslic).
Návazně však musí být schváleny změny v národní legislativě, které umožní přechod od národní měny k euru:
- nahrazení národní měny eurem k určitému datu, včetně novelizace právních předpisů, které se týkají národní měny a centrální banky,
- kontinuita závazkového práva,
- způsob přepočtu peněžních částek z národní měny na eura, pravidla zaokrouhlování
- postup při výměně národního oběživa, včetně příslušných lhůt pro výměnu

Všechna tato právní opatření musí být v souladu s legislativou EU, která se týká eura.
Samotné zavedení eura má i svou provozní a technickou stránku:
- příprava a distribuce nového oběživa, stažení oběživa v národní měně,
- přepočet bankovních a dalších finančních účtů včetně cenných papírů,
- příprava obchodu a služeb – přecenění, dvojí oceňování po určitou dobu,
- přestavení bankovních a prodejních automatů,
- provedení informační kampaně, ochrana spotřebitelů při přechodu na novou měnu.

V tomto smyslu Evropské komise vydala řadu doporučení a pravidelně sleduje postup přípravy v jednotlivých nových členských zemích. Pravidelně, 1–2× ročně je publikována Zpráva o praktických přípravách na budoucí rozšíření eurozóny.

## Příprava České republiky na zavedení eura
Česká republika se v přístupových smlouvách obdobně jako všechny nové členské země ze střední a východní Evropy zavázala k zavedení eura, až k tomu budou vytvořeny vhodné podmínky.
Už v roce 2003 připravila vláda ČR první Strategii přistoupení ČR k eurozóně. Následně po vstupu do EU byla vytvořena Národní koordinační skupina, která připravila Národní plán zavedení eura v ČR, který vláda ČR schválila v dubnu 2007. V dubnu 2011 se vláda rozhodla zatím cílové datum pro vstup do eurozóny nestanovovat a technické přípravy dočasně redukovat. Nadále Ministerstvo financí a Česká národní banka jednou ročně předkládají vládě ČR materiál Vyhodnocení plnění maastrichtských konvergenčních kritérií a stupně ekonomické sladěnosti ČR s eurozónou (viz externí odkazy). Na základě jeho projednání může vláda rozhodnout o vstupu do systému ERM II s perspektivou dalších kroků k zavedení eura.
Tématu přijetí eura v Česku se podrobněji věnuje článek Přijetí eura v Česku.

## Státy a území mimo eurozónu používající euro, měny navázané na euro s přihlédnutím k zemím SVE
Mimo přímých a aktivních členů eurozóny euro mohou používat další země na základě dohod, k nimž dá souhlas Evropská unie. Nejde však o země SVE. Vesměs jde o malé země, které hraničí s EU a které dříve používaly některou z měn, která byla nahrazena eurem (Monako, San Marino, Vatikán, Andorra). Tyto země mohou vydávat i vlastní euromince. Nemohou se však podílet na tvorbě měnové politiky eurozóny. Francouzská zámořská společenství, která nejsou členem EU mohou euro používat jako svou měnu, nemohou však vydávat vlastní mince.
Oficiálně má devizový kurs navázaný na euro pouze Dánsko v rámci systému ERM II. Neoficiálně v rámci měnové politiky tzv. currency board mají svůj devizový kurz na euro navázány Bulharsko a Bosna a Hercegovina.
Černá Hora a Kosovo původně používaly jako měnu německou marku. Po jejím nahrazení eurem přešly rovněž jednostranně na euro. Tento postup však neumožňuje vlastní emisi oběživa v eurech.
Podrobnější informace obsahuje článek Euro - část Měny navázané na euro.

## Perspektivy dalšího rozšiřování eurozóny
V současné době možnosti rychlého rozšiřování eurozóny jsou prakticky vyčerpány. V průběhu hospodářské krize u řady zemí došlo k výraznému zhoršení ekonomických konvergenčních kritérií pro zavedení eura. Krize se nevyhla ani samotné eurozóně. Otřesy zažily Irsko, Španělsko, Portugalsko, Kypr a zejména Řecko, kde se zatím nepodařilo situaci plně stabilizovat. Systémová řešení, která byla v EU přijata (EMS, Smlouva Fiscal compact, soubor právních předpisů a opatření pro ekonomickou stabilizaci (tzv. 6 pack, 2 pack, Pakt euro plus, Evropský semestr i vytvoření bankovní unie v rámci eurozóny) zatím plně nepřinesla žádoucí výsledek, což se projevuje určitou liknavostí zájmu nových členských zemí o vstup do eurozóny. Z nových členských zemí, které vstoupily do EU a euro zatím nezavedly, pouze Rumunsko má stanovený konkrétní termín zavedení eura (1. 1. 2019). Euro však nadále hraje významnou roli jako součást devizových rezerv včetně rezerv u obyvatelstva (eurové účty u bank). Funguje částečně i jako zúčtovací měna mezi národními subjekty, zejména těmi, kteří se podílí na obchodu s eurozónou.
Potenciálními kandidáty na vstup do eurozóny jsou současné i budoucí kandidátské země EU, tj. země západního Balkánu, z nichž dvě - Černá Hora a Kosovo již euro jako národní měnu využívají. Nicméně jejich přechod do EU s touto měnou je prozatím sporný.